# Megatelus doriae
Megatelus doriae är en skalbaggsart som beskrevs av Edgar von Harold 1871. Megatelus doriae ingår i släktet Megatelus och familjen Aphodiidae. Inga underarter finns listade i Catalogue of Life.